# 杜河畔凡尔登
杜河畔凡尔登（法語：Verdun-sur-le-Doubs，法語發音：[vɛʁdœ̃ syʁ lə du]）是法国索恩-卢瓦尔省的一个市镇，属于索恩河畔沙隆区。

## 地理
杜河畔凡尔登（46°53'46"N, 5°1'24"E）面积7.27 平方千米，位于法国勃艮第-弗朗什-孔泰大區索恩-卢瓦尔省，该省份为法国中部省份，北起顺时针与科多尔省、汝拉省、安省、罗讷省、卢瓦尔省、阿列省和涅夫勒省接壤。
与杜河畔凡尔登接壤的市镇（或旧市镇、城区）包括：莱博尔德、索恩河畔阿勒雷、索恩河畔布拉尼、谢勒。

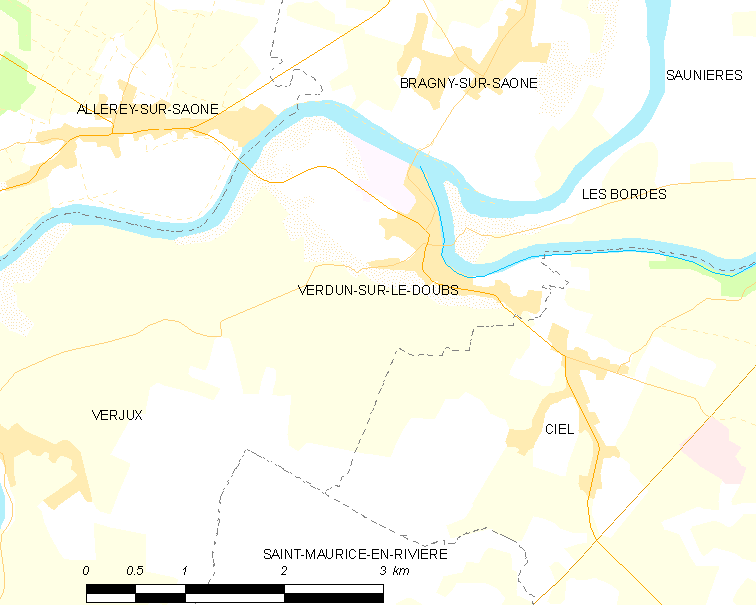
杜河畔凡尔登的OSM定位图

杜河畔凡尔登的时区为UTC+01:00、UTC+02:00（夏令时）。

## 行政
杜河畔凡尔登的邮政编码为71350，INSEE市镇编码为71566。

## 政治
杜河畔凡尔登所属的省级选区为热尔日县。

## 人口

1962-2008年间杜河畔凡尔登人口变化图示

杜河畔凡尔登于2022年1月1日时的人口数量为942人。